# Propsteikirche St. Remigius

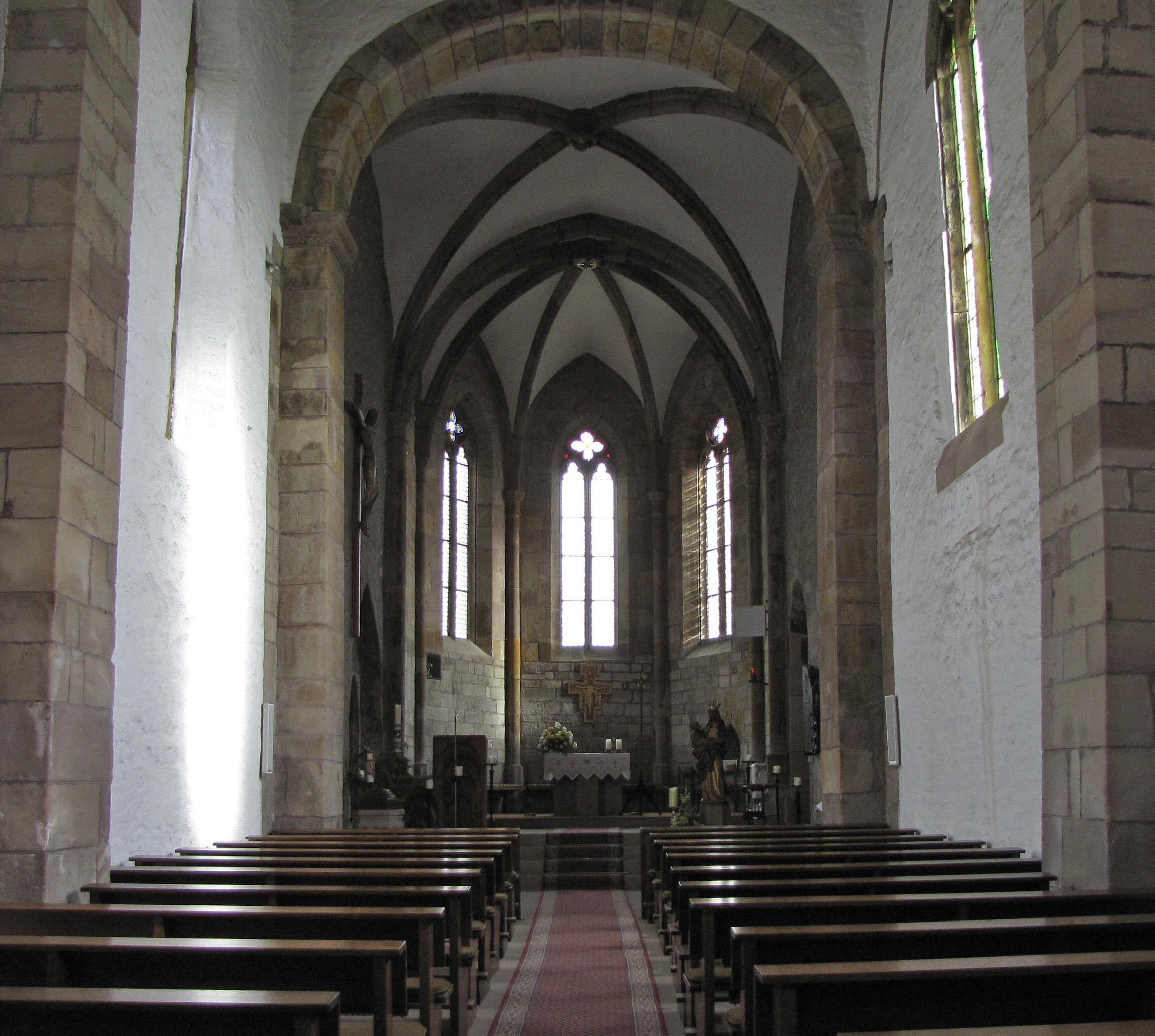
Propsteikirche „St. Remigius“: Langhaus und Chor (von Westen)

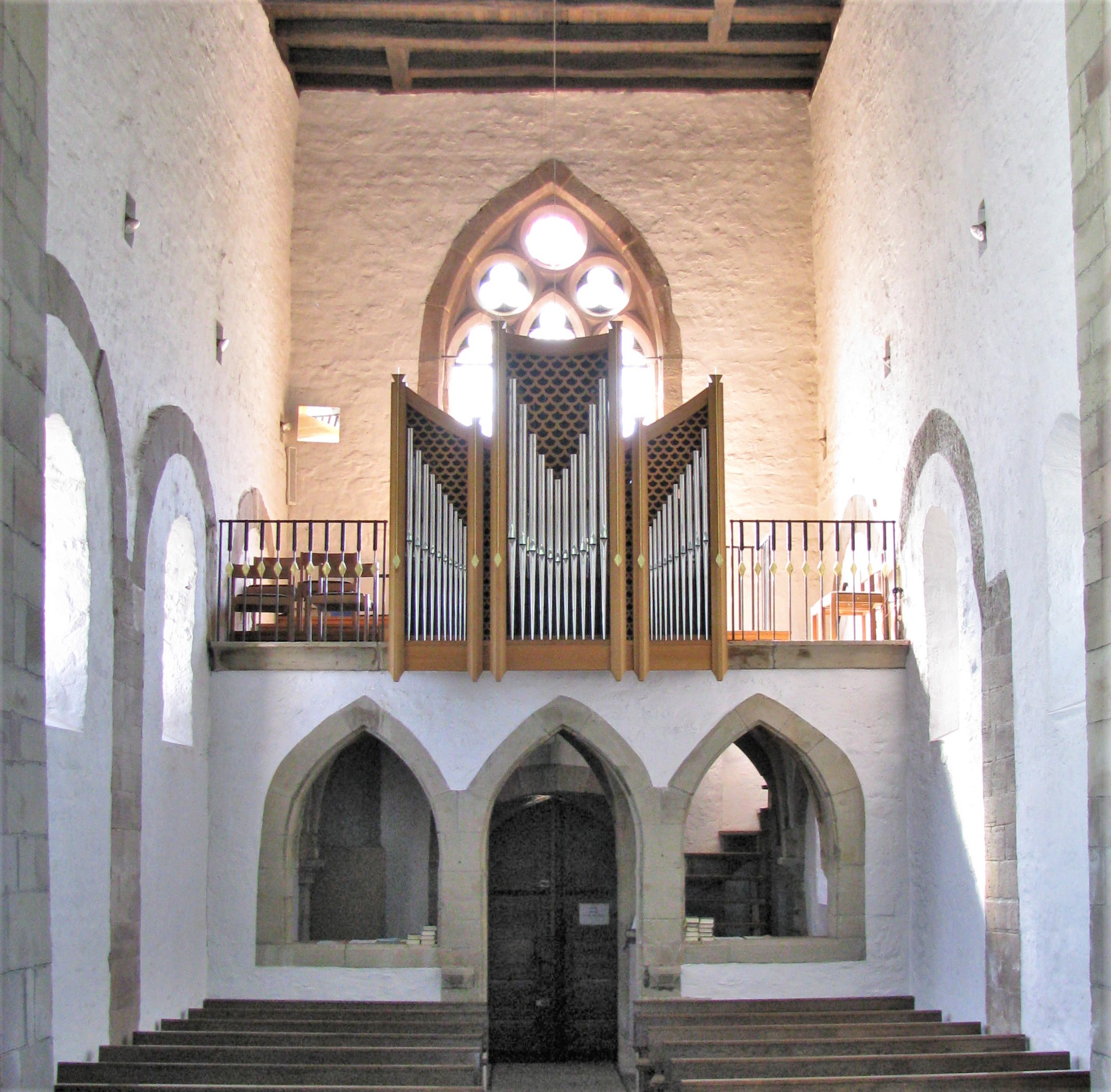
Propsteikirche „St. Remigius“: Langhaus und Lettner (von Osten)

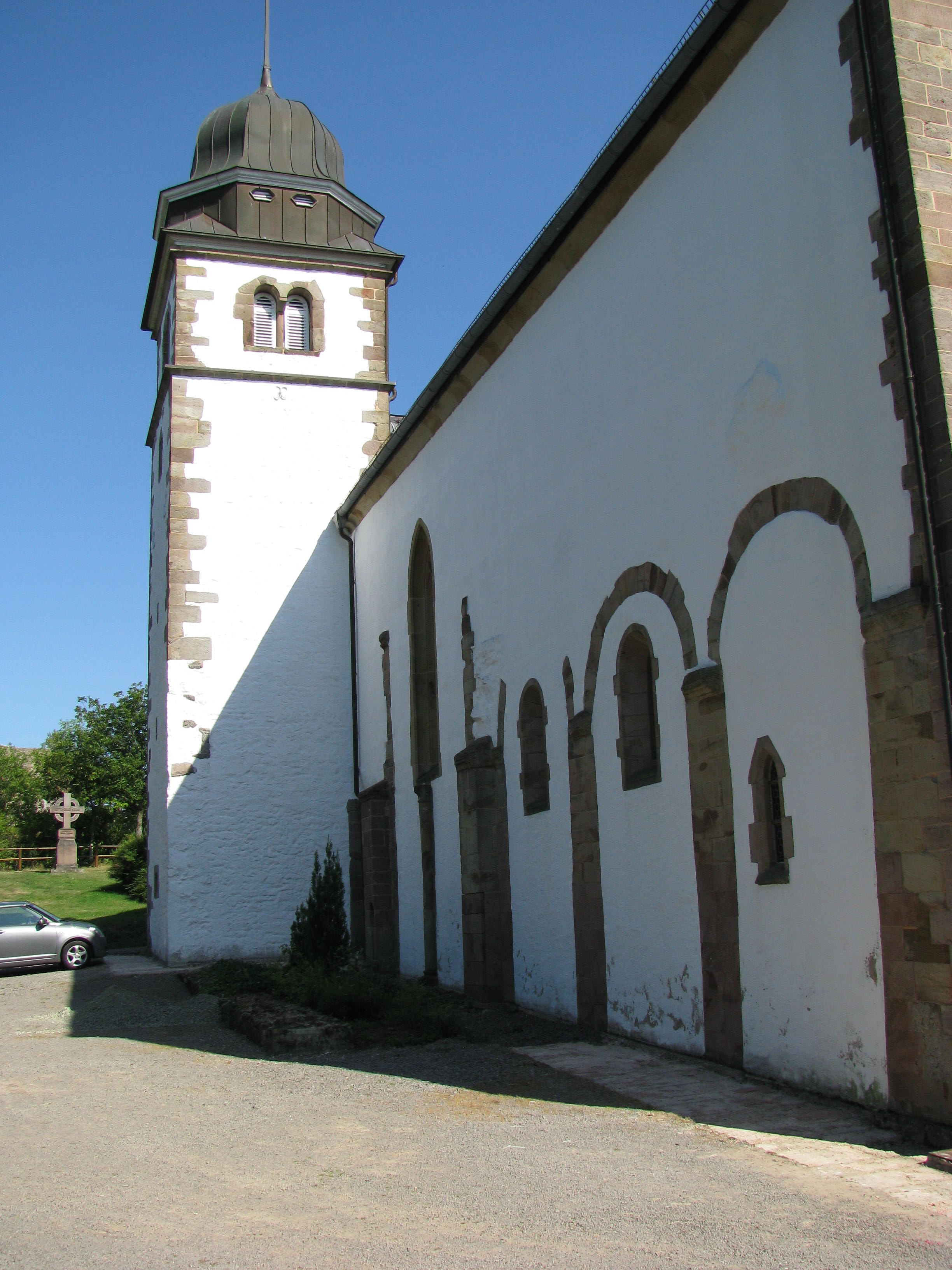
Propsteikirche „St. Remigius“: Nordwand des Langhauses und Turm; ausgemauerte Arkaden, die früher ins Seitenschiff führten, gut zu erkennen

Die Propsteikirche St. Remigius ist eine Kirche auf dem Remigiusberg zwischen Haschbach am Remigiusberg, Theisbergstegen und Rammelsbach im Landkreis Kusel. Sie ist das einzige erhaltene Gebäude der ehemaligen Benediktinerpropstei St. Remigius und wurde um 1127 erbaut. Ab 1556 diente sie als Grablege der Grafen von Pfalz-Veldenz. Seit 1744 ist sie Pfarrkirche der katholischen Pfarrgemeinde „Remigiusberg“.

## Baubeschreibung
Von der ehemaligen Klosterkirche ist heute nur noch das Mittelschiff des Langhauses, der Chor, eine südlich angebaute Chorkapelle und der Nordturm erhalten.
Der romanische Gründungsbau war eine flachgedeckte Pfeilerbasilika mit Hauptschiff, nördlichem und südlichem Seitenschiff, Querhaus und quadratischem Chor. Der Turm stand zwischen dem nördlichen Querarm und dem Chor. Das Langhaus wurde beim Umbau auf drei Joche verkürzt.

### Langhaus
In Nord- und Südwand des Langhauses sind von innen und außen noch die heute ausgemauerten Arkaden zu den ehemals vorhandenen Seitenschiffen sowie Mauerreste und gotische Säulen sichtbar. Einige stammen noch aus dem 12. Jahrhundert vom ursprünglichen Bau. Die Vierung lässt sich noch an den vier Pfeilern in den Seitenwänden erkennen. Im Innenraum des Langhauses befindet sich im Westen der Lettner aus dem 15. Jahrhundert, der von seiner ursprünglichen Position zwischen Hauptschiff und Chor hierher versetzt wurde und heute als Empore genutzt wird. Die ältesten Bauteile sind aus der zweiten Hälfte des 13. Jahrhunderts, Gewölbe und Strebepfeiler wurden um 1500 erneuert. Ebenfalls aus der zweiten Hälfte des 13. Jahrhunderts stammen das Maßwerkfenster und das Eingangsportal in der Westfassade, die 1845 neu errichtet wurde.

### Orgel
Die Orgel wurde 1996 von der Orgelbaufirma Mühleisen (Leonberg) erbaut. Das Instrument hat 12 klingende Register auf zwei Manualen und Pedal. Die Spiel- und Registertrakturen sind mechanisch. Vom II. Manual aus lassen sich einzelne Register des I. Manuals anspielen.
| I. Manual C–g3 |             |        |
| 1.             | Rohrflöte   | 8′     |
| 2.             | Salicional  | 8′     |
| 3.             | Prinzipal   | 4′     |
| 4.             | Flötgedackt | 4′     |
| 5.             | Nazard      | 2 ⁄3′  |
| 6.             | Flöte       | 2′     |
| 7.             | Larigot     | 1 ⁄3′  |
| 8.             | Terz        | 1 3⁄5′ |
| 9.             | Mixtur      | 1 ⁄3′  |
| 10.            | Trompete    | 8′     |

| II. Manual C–g3 |                       |        |
| 11.             | Rohrflöte (= Nr. 1)   | 8′     |
| 12.             | Salicional (= Nr. 2)  | 8′     |
| 13.             | Flötgedackt (= Nr. 4) | 4′     |
| 14.             | Nazard (= Nr. 5)      | 2 ⁄3′  |
| 15.             | Flöte (= Nr. 6)       | 2′     |
| 16.             | Larigot (= Nr. 7)     | 1 ⁄3′  |
| 17.             | Terz (= Nr. 8)        | 1 3⁄5′ |

| Pedal C–f1 |                          |     |
| 18.        | Subbass                  | 16′ |
| 19.        | Gedecktbass (aus Nr. 18) | 8′  |

- Koppeln: II/I, I/P, II/P

### Chor und Chorkapelle
Auf der Ostseite des Langhauses schließt sich der Chor aus der Zeit um 1330 an. Im Chor sind drei spitzbogige Fenster eingebaut, die Verbindung zum Langhaus wird durch einen fensterlosen Langchor hergestellt. Der Chor besitzt eine zweijochige Gewölbedecke, die Scheitelsteine sind mit einer Darstellung eines Bischofs (wohl des Heiligen Remigius) und mit einer segnenden Hand versehen.
Im Süden schließt sich die Chorkapelle aus dem 15. Jahrhundert an. Sie ist durch eine rechteckige Tür in einer spitzbögigen Türöffnung mit dem Langchor verbunden. Die Chorkapelle enthält heute die Grabplatte des Grafen Friedrich I. von Veldenz, der 1327 starb. In einem Schaukasten sind Reste der Särge und andere Funde aus der Gruft ausgestellt.

### Gruft

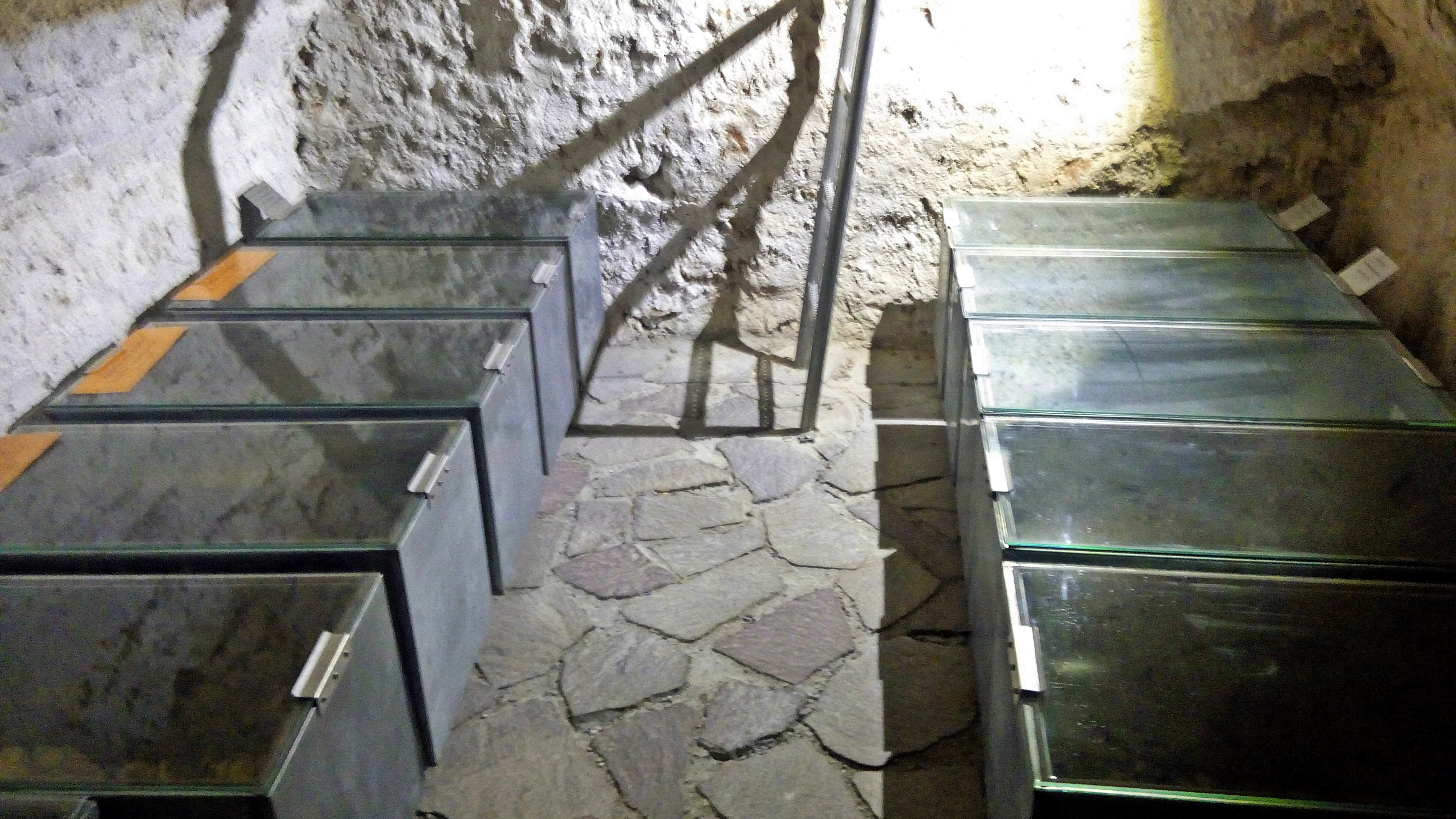
Blick in die Gruft

Unter dem Chor befindet sich die Gruft. Sie wurde bei den Renovierungen 1966/1968 wieder freigelegt und durch einen seitlich angelegten Eingang zugänglich gemacht. Sie enthält heute die Reste der dort beigesetzten Mitglieder der Grafenfamilie sowie weiterer, auf dem Gelände gefundenen Gebeine.

### Turm
Vom ursprünglichen Kirchenbau aus dem 12. Jahrhundert hat sich auch der Nordturm erhalten. Er ist durch eine spitzbogige Tür vom Langchor aus zugänglich. Eingebaute Schießscharten belegen, dass der Turm auch als Wehrturm erbaut und genutzt wurde. Während im oberen Teil des Turmes Schlüsselscharten zu sehen sind, findet man auf Betrachterhöhe zwei Maulscharten, die erst aus der frühen Neuzeit stammen. Das Dach stammt aus dem 19. Jahrhundert.

## Geschichte

### Gründung als Klosterkirche

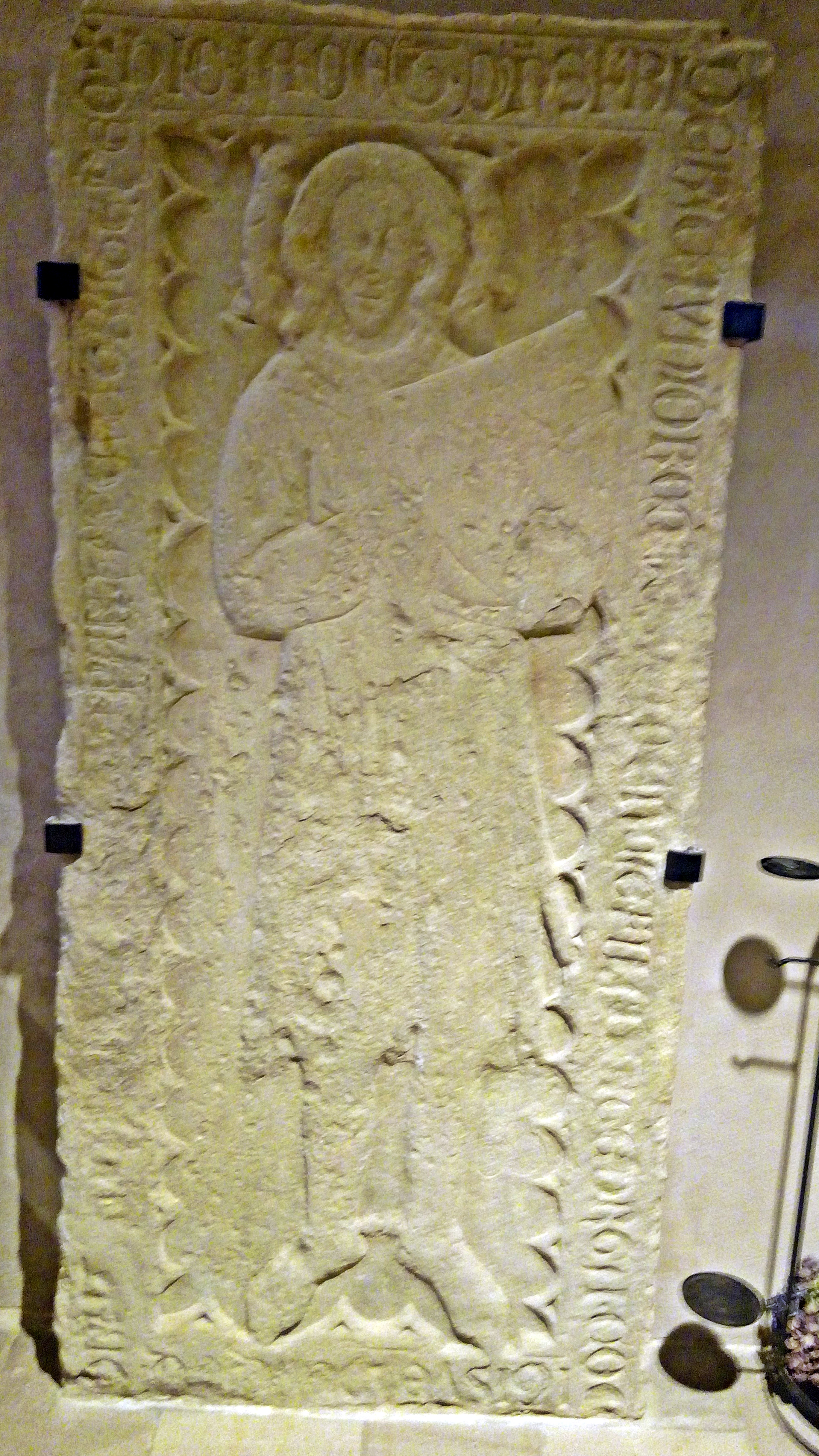
Grabplatte des Grafen Friedrich I. von Veldenz

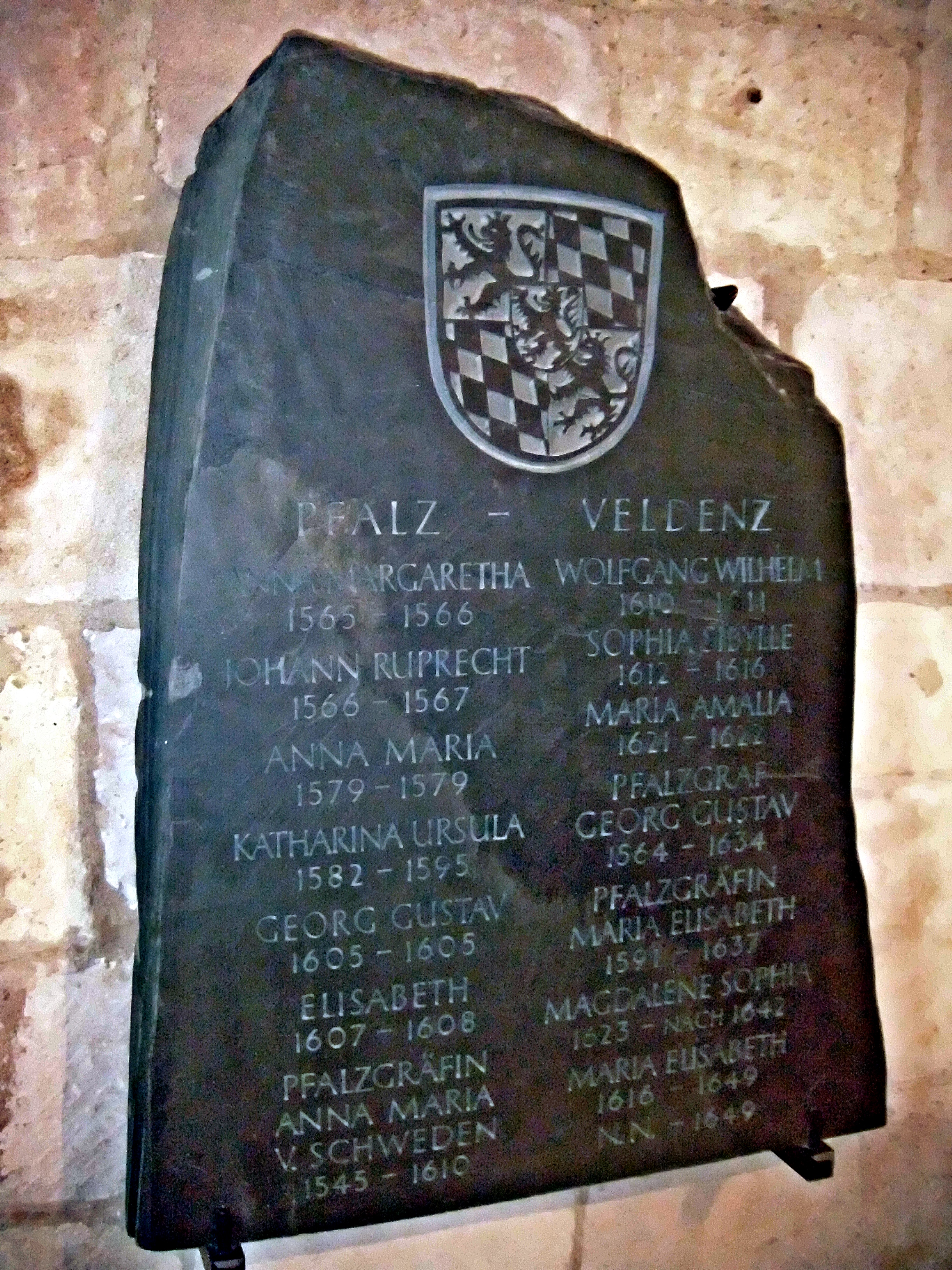
Gedenkstein für die hier beigesetzten Wittelsbacher der Linie Pfalz-Veldenz

Die Propsteikirche St. Remigius wurde um 1127 als Klosterkirche der Benediktinerpropstei St. Remigius von Mönchen des Klosters St. Remi in Reims, die damals Eigentümer des Remigiuslandes waren, erbaut. Zuvor hatte die Benediktinerprobstei ihren Sitz in Kusel. Die Gründungsurkunde vom 8. Oktober 1127, ausgestellt durch den Mainzer Erzbischof Adalbert I. belegt, dass zu dieser Zeit schon Gebäude des Klosters standen. Vom ersten Kirchengebäude aus dem 12: Jahrhundert sind noch der Turm und einige Arkaden und Pfeiler erhalten. In der zweiten Hälfte des 13. Jahrhunderts wurde die Westfassade mit dem zentralen Fenster und dem gotischen Eingangsportal, die heute noch vorhanden sind, erbaut. Um 1330  ersetzte der heute vorhandene Chor einen älteren, romanischen Vorgängerbau. 1327 wurde im Langhaus Graf Friedrich I. von Veldenz bestattet. Seine Grabplatte wird heute in der Chorkapelle aufbewahrt. Die Grafen von Veldenz hatten seit der Gründung des Klosters die Vogteirechte. 1526 wird das Kloster aufgelöst.

### Im Besitz der Grafen von Pfalz-Veldenz
Nach der Auflösung des Klosters 1526 wurde die Kirche bis 1724 Filialkirche der lutherischen Pfarrei Theisbergstegen. 1556 kaufte Pfalzgraf Georg Johann I. von Pfalz-Veldenz das Remigiusland vom Kloster St. Remy. In der Folgezeit wurden in der Kirche Familienmitglieder der Grafen, die eine Residenz auf der benachbarten Michelsburg hatten, bestattet. Die erste Bestattung in der Gruft unter dem Chor fand 1579 statt. Später wurden neben verschiedenen Kindern auch Anna Maria (* 9. Juni 1545; † 3. März 1610), die Ehefrau von  Georg Johann I. von Pfalz-Veldenz und Tochter des schwedischen Königs Gustav I. Wasa, und ihr Sohn, Georg Gustav, Pfalzgraf und Herzog von Bayern (* 5. Februar 1564; † 3. April 1634), bestattet.

### Übergang an die Kurpfalz
Nach Erlöschen des Hauses Pfalz-Veldenz 1694, fielen Kirche und Umland 1724 bzw. endgültig 1733 durch den Mannheimer Vertrag, politisch wieder an die Kurpfalz, wodurch das Gotteshaus 1724 wieder katholisch wurde. Ab 1744 konnte durch eine zuvor erfolgte finanzielle Stiftung des kurpfälzischen Generals Anton Otto von Cloß darin wieder eine reguläre katholische Pfarrei eingerichtet werden.

### Zerstörungen durch französische Revolutionstruppen
Nach dem Einmarsch französischer Truppen in die Pfalz 1794 (die Gegend gehörte zum Département de la Sarre) wurden Teile der Kirche zerstört, unter anderem wurden die Seitenschiffe abgerissen. Nur die Erklärung zum französischen Nationalgut verhinderte den kompletten Abriss. Ursachen für die Zerstörung waren einerseits wohl die dort vorhandenen Gräber der Grafenfamilie, zum anderen auch die Tatsache, dass die Kirche immer noch als „Hofkapelle“ bezeichnet wurde.
Damals wurde auch die Gruft und die Särge auf der Suche nach verwertbaren Grabbeigaben aufgebrochen. Die Gebeine wurden in der Gruft verstreut.

### Restaurierungen bis heute
Nach der Zerstörung durch französische Truppen wurden die übrig gebliebenen Baureste gesichert. Die durch den Abriss der Seitenschiffe offenen Bögen des Langhauses wurden zugemauert. Die Chorkapelle wurde zeitweilig als Sakristei und als Klassenzimmer genutzt. 1842/42 wurde an die Chorkapelle ein Pfarrhaus angebaut. 1845 wurde der Westgiebel erneuert.
Bei weiteren Umbauten im 19. Jahrhundert wurde die Gruft mit Bauschutt verfüllt. Sie wurde in den 1960er Jahren wieder freigelegt, die Decke wurde gesichert und ein neuer, seitlicher Eingang angelegt. Die in der Gruft und auf dem Gelände aufgefundenen Knochen- und Kleidungsreste wurden in drei Särgen neu bestattet. Seit 1960 wurde die Kirche innen und außen umfassend restauriert. Dabei wurde die historische Bausubstanz freigelegt und manche Umbauten wieder zurückgenommen.
Die Kirche dient heute wieder als Pfarrkirche der katholischen Pfarrei Remigiusberg. Das ehemalige Pfarrhaus wird als Gaststätte genutzt.